# دونالد آر مک‌مونیگل
دونالد آر مک‌مونیگل (به انگلیسی: Donald R. McMonagle) فضانورد اهل ایالات متحدهٔ آمریکا است که در ۱۴ مهٔ ۱۹۵۲ میلادی در فلینت، میشیگان زاده شد. او در مأموریت‌های اس‌تی‌اس-۳۹، اس‌تی‌اس-۵۴، اس‌تی‌اس-۶۶ حضور داشته است.